# Can Sastret (Garriguella)
Can Sastret és un edifici del municipi de Garriguella (Alt Empordà) que forma part de l'Inventari del Patrimoni Arquitectònic de Catalunya. Està situat al bell mig del nucli urbà de la població de Garriguella, a la zona d'encreuament entre els carrers de Santa Eulàlia, de l'Empordà i la plaça de l'Església.

## Descripció
És un edifici de planta més o menys rectangular, format per tres crugies adossades i distribuït en planta baixa i pis. Presenta la coberta a dues vessants de teula a la part posterior, mentre que la part davantera és bastida amb coberta plana, utilitzada com a terrassa. Totes les obertures de l'edifici són rectangulars. A la façana principal hi ha dos portals amb l'emmarcament d'obra, a la planta baixa, i al pis, dos finestrals amb el mateix emmarcament però amb guardapols decorats de guix. Tenen sortida a dos balcons exempts, amb la llosana motllurada sostinguda per mènsules decorades. A la part superior hi ha una cornisa motllurada que envolta el perímetre de l'edifici.
La façana orientada a la plaça presenta tres finestres emmarcades a la planta baixa i una terrassa balustrada, sostinguda amb grans mènsules decorades amb motius florals, al pis. Hi tenen sortida dos finestrals amb guardapols, idèntics als de la façana principal.
Ambdues façanes presenten un sòcol de pedra irregular que ressegueix tota l'extensió dels murs i la resta del parament de color blanc. La façana principal presenta motius rectangulars incisos, simulant carreus perfectament escairats. A les cantonades de la primera planta hi ha decoració a manera de carreus també.